# もっとしなやかに もっとしたたかに
『もっとしなやかに もっとしたたかに』は、1979年公開の日本映画。監督は、藤田敏八。1978年城戸賞に準入賞を受賞した小林竜雄の同名脚本の映画化作品。主演は、森下愛子と奥田瑛二。東京のアパートで暮らす若い夫が、蒸発した妻と再会し夫婦生活を取り戻そうとするが、ある時出会った若い娘のペースに振り回されるというドラマ。成人指定。併映作は『桃尻娘 ラブアタック』。

## あらすじ
仕事終わりに車で家路につく高木勇一は、道端で取っ組み合いの喧嘩をする若い娘・田口彩子から助けを求められ彼女を車に乗せて地下鉄駅まで送り届ける。帰宅した勇一は車に彩子の忘れ物を見つけ、翌日彼女がそれを取りに訪れるが、話し込んで彼が眠ったすきに彼の大事なカメラを持ち去ってしまう。翌日知人から蒸発した妻・君枝の目撃情報を聞いた勇一は、とあるスーパーで久しぶりに妻と再会し帰宅を説得するが、感情的になってしまい拒否される。
数日後勇一は偶然街で彩子を見つけると、盗んだカメラを返すよう告げるがはぐらかされ、会話の流れで2人は体の関係を持つ。休日の朝勇一は、姉に預かってもらってる息子と遊園地に行く準備をしていると、カメラを返しに来た彩子が訪れ3人で出かけることに。その日彩子は勇一と彼の息子と楽しく遊び回った後、病院に入院中の勇一の父を見舞って持ち前の人懐っこさで彼ともすぐに打ち解ける。
そんな中勇一は君枝の兄から「今妹が部屋に来てる」と知らせを受けて彼の自宅を訪れ、先日とは違い優しく帰宅を促してその場を後にする。一方の彩子は勇一父子と出かけた日以来彼のアパートに居候しており、そこに君枝が帰ってきて微妙な空気になるもそのまま3人で暮らすことに。勇一と君枝と彩子の3人暮らしが数日間続いたが、ある夜子育ての悩みから夫妻がゴタゴタしたためそばにいた彩子が面倒くさくなって部屋を出て行ってしまう。
しばらく経ったある日、なぜか病院にいた彩子から連絡が入り「あなたのお父さんの容態が急変したの」と聞かされ、勇一は病室に駆けつけ姉と共に父を見守る。意識朦朧とする勇一の父が子供 (勇一と姉) に加えて君枝の名を呼ぶが彼女とは連絡がつかず、病室の外にいた彩子が妻の代わりを買って出て彼の死を看取り号泣する。病室を出た彩子はそのまま失踪し、父の葬儀後勇一は姉から数日前から彼女が毎日父を看病していたことを知り、嵐のように去っていった彼女に思いを馳せる。

## キャスト
田口彩子（さえこ）
演 - 森下愛子
家出中の若い娘。16歳。静岡県出身で高校を中退し半年前から勇一が暮らす街に住んでいる。ロックバンドのグルーピー (熱狂的ファン) で、ファンクラブの事務の仕事を手伝っている。愛嬌があり人懐っこく度胸もある性格だがある時は嘘をついたり少々手癖も悪く、ある時は面倒見が良く世話好きな一面も持つ。
高木勇一
演 - 奥田瑛二
『ムトウ運輸』という宅配便業者として働く。既婚者で息子もいるが訳あって今はアパートで一人暮らししている。元カメラマンの助手で外国製の数十万円もするカメラを所有。海野からは「優柔不断のマザコン男」と評されている。自由に振る舞う彩子に翻弄されるが不思議な魅力に惹かれ始める。
高木君枝
演 - 高沢順子
勇一の妻。20代前半。約3年前に蒸発して仕事を変えながら住所を転々とした後、現在は都内のスーパーのレジ係をしている。大助が乳児だった頃、勇一がカメラマンのロケの仕事で家を空けることが多く息子との2人だけの生活に育児ストレスとなり蒸発した。その後勇一と再会する。
高木大肋
演 - 藤原友宏
勇一の息子。保育園に通う幼児。家庭の事情で父親の勇一とは離れて暮らしており週に数回しか会えない。そのため父子関係はやや薄く、勇一を“ゆうちゃん”と呼んでいる。いたずらっ子でおませさん。
海野 (うんの)
演 - 風間杜夫
勇一の中学時代からの悪友。大学院生で夜はホストクラブのホストとしてバイトをしている。やや軽薄で調子のいい軟派な性格。実は勇一に内緒で、スーパーで君枝を働かせてくれるよう旗見に頼んだ。
旗見
演 - 梅津栄
スーパーの社長。海野によると過去に事故に遭って足が不自由になりそれ以来車椅子に乗っている。スーパーでは君枝と商品チェックなどをしている。
旗見道代
演 - 真木洋子
旗見の妻。夫のスーパーで働いている。勇一と君枝の話し合いの場に立ち会い、人生の先輩として夫婦生活について2人にアドバイスする。
高木国男
演 - 加藤嘉
何かの病気を患っており入院中。若い頃は働き者で寿司職人として働き、妻が家を出ていった後京子と勇一の姉弟を男手一つで育て上げた。
勇一の姉・京子
演 - 赤座美代子
勇一の代わりに大肋を自宅で預かって育てている。自身には小学生の女の子がいる。蒸発した君枝と、正月でも挨拶に来ない義博の義理の兄妹について「常識がない家系」と不快感を持っている。
勇一の義兄・耕司
演 - 浜口竜哉
京子の夫。寿司屋を営み寿司職人として働いている。蒸発した君枝にはいいイメージは持っておらず、彼女に子育ては荷が重いのではと思っている。
君枝の兄・義博
演 - 河原崎長一郎
勇一の義理の兄。亀有のアパートで1人暮らしている。路上で子どもたちを相手にミシンを使って何かの仕事をしている。気が弱い性格で、君枝が蒸発したことに負い目を感じている。
田口峰子
演 - 根岸明美
彩子の母。家出した彩子を心配して賢治と2人で娘を探しに東京へやって来る。
田口賢治
演 - 蟹江敬三
峰子の二番目の夫で彼女より年下。彩子にとって義理の父だが、彩子が中学当時から彩子を抱いていたため、彼女から嫌われている。
アポロ帽の男
演 - 西塚肇
ロックバンド“FIRE”のメンバー。普段はグルーピーの若い娘たちと一緒に行動していることが多く、裏では彼女たちを使って売春行為の元締めをしており、男性客を取って稼いでいる。
ミエ
演 - 日夏たより
彩子と同じく“FIRE”のグルーピー。冒頭で彩子と取っ組み合いのケンカをしているが、普段は仲間としてよく一緒に行動している。短気で気が強い性格。
夫人Ａ (吉川遊士) 、夫人B (絵沢萠子)
ホストクラブで海野を指名する客。店では、海野を間に挟んで3人で楽しく飲んでいる。海野に会うため店に訪れた勇一に「まだ少年ぽい」と評して2人でからかう。
水田
演 - あきじゅん
飛鳥病院長
演 - 島村謙次
国男が入院している病院の院長。国男が発作を起こした時に処置に当たる。
タクシー運転手
演 - 高橋明
タクシーを運転中に車道に飛び出してきた彩子と当たりそうになったため彼女を一喝する。

## スタッフ
- 監督 - 藤田敏八
- 製作 - 三浦朗
- 脚本 - 小林竜雄
- 企画 - 進藤貴美男
- 撮影 - 前田米造
- 音楽 - 篠崎コウヘイ
- 美術 - 徳田博
- 編集 - 井上治
- 録音 - 橋本文雄
- スチール - 井本俊康
- 照明 - 川島晴雄
- 助監督 - 上垣保朗